# Wiglev
Wiglev ist ein zweigliedriger, männlicher Vorname.

## Herkunft und Bedeutung
Der Name ist von althochdeutsch „wig“ (= Kampf, Krieg) und „leiba“ (= Hinterlassenschaft, Erbschaft, Überbleibsel) abgeleitet.

## Varianten
- Wiglaf
- Wiclef

## Bekannte Namensträger
- Herbert Arthur Wiglev Clamor Grönemeyer (* 1956), deutscher Sänger und Schauspieler
- Wiglaf von Mercien († 840), König des angelsächsischen Königreichs Mercia
- Wiglaf Droste (1961–2019), deutscher Satiriker, Autor und Sänger.